# Tour de l'Algarve 2007
Le 33e Tour de l'Algarve a eu lieu du 21 février au 25 février 2007 sur 5 étapes pour 949,4 km.

## Généralités
- La vitesse moyenne de ce tour est de km/h.

## Les étapes
| Étape     | Villes étapes                      | km    | Vainqueur d'étape   | Deuxième d'étape | Troisième d'étape | Durée de l'étape | Vitesse moyenne du vainqueur | Leader du classement général |
| 1re étape | Albufeira - Faro                   | 191,3 | Gert Steegmans      | René Haselbacher | Tomas Vaitkus     | 4 h 44 min 16 s  | 40,378 km/h                  | Gert Steegmans               |
| 2e étape  | Castro Marim - Tavira              | 177,0 | Bernhard Eisel      | Jimmy Casper     | Fabrizio Guidi    | 4 h 23 min 03 s  | 40,373 km/h                  | Gert Steegmans               |
| 3e étape  | Lagoa - Lagos                      | 208,3 | Alessandro Petacchi | Bernhard Eisel   | Tomas Vaitkus     | 5 h 05 min 46 s  | 40,874 km/h                  | Bernhard Eisel               |
| 4e étape  | Vila Real de Santo António - Loulé | 187,2 | Alessandro Petacchi | Davide Rebellin  | René Haselbacher  | 4 h 42 min 22 s  | 39,778 km/h                  | Alessandro Petacchi          |
| 5e étape  | Vila do Bispo - Portimão           | 185,6 | Alessandro Petacchi | Fabrizio Guidi   | Olaf Pollack      | 4 h 38 min 05 s  | 44,046 km/h                  | Alessandro Petacchi          |

## Classement général final
| Classement général final |                  |
| --- | ---------------- |
| \| 1. Alessandro Petacchi \| 23 h 33 min 02 s \| \| 2. René Haselbacher \| à 20 s \| \| 3. Tomas Vaitkus \| à 27 s \| \| 4. Davide Rebellin \| à 27 s \| \| 5. Philippe Gilbert \| à 29 s \| \| 6. Tiago Machado \| à 31 s \| \| 7. Geoffroy Lequatre \| à 33 s \| \| 8. Thomas Ziegler \| à 33 s \| \| 9. Alexander Efimkin \| à 33 s \| \| 10. Maarten Wynants \| à 33 s \| \| 192 partants, 146 classés \| \| |                  |
| 1. Alessandro Petacchi | 23 h 33 min 02 s |
| 2. René Haselbacher | à 20 s           |
| 3. Tomas Vaitkus | à 27 s           |
| 4. Davide Rebellin | à 27 s           |
| 5. Philippe Gilbert | à 29 s           |
| 6. Tiago Machado | à 31 s           |
| 7. Geoffroy Lequatre | à 33 s           |
| 8. Thomas Ziegler | à 33 s           |
| 9. Alexander Efimkin | à 33 s           |
| 10. Maarten Wynants | à 33 s           |
| 192 partants, 146 classés |                  |

## Classements annexes
| Classement par points             | Alessandro Petacchi 96 pts            |
| 2e                                | Bernhard Eisel 55 pts                 |
| 3e                                | Tomas Vaitkus 49 pts                  |
| 4e                                | René Haselbacher 46 pts               |
| 5e                                | Fabrizio Guidi 46 pts                 |
| 6e                                | David Kopp 26 pts                     |
| 7e                                | Geoffroy Lequatre 24 pts              |
| 8e                                | Davide Rebellin 20 pts                |
| 9e                                | Jimmy Casper 20 pts                   |
| 10e                               | Sébastien Chavanel 18 pts             |
| Classement du meilleur grimpeur   | Wim Van Huffel 18 pts                 |
| 2e                                | Tom Stubbe 17 pts                     |
| 3e                                | Thomas Berkhout 15 pts                |
| 4e                                | Gilberto Martins 11 pts               |
| 5e                                | Lars Boom 10 pts                      |
| 6e                                | Nelson Vitorino 9 pts                 |
| 7e                                | Pedro Miguel Lopes Goncalves 7 pts    |
| 8e                                | Philippe Gilbert 7 pts                |
| 9e                                | Michiel Elijzen 6 pts                 |
| 10e                               | Tiago Machado 5 pts                   |
| Classement du meilleur jeune      | Tiago Machado                         |
| 2e                                | Tom Leezer                            |
| 3e                                | Greg Van Avermaet                     |
| 4e                                | Arjen De Baat                         |
| 5e                                | Lars Boom                             |
| Classement de la meilleure équipe | Astana 70 h 50 min 50 s               |
| 2e                                | Discovery Channel à 9 s               |
| 3e                                | Team Milram à 33 s                    |
| 4e                                | Barloworld à 1 min 04 s               |
| 5e                                | Liberty Seguros à 1 min 05 s          |
| 6e                                | Gerolsteiner à 2 min 05 s             |
| 7e                                | Cofidis à 2 min 05 s                  |
| 8e                                | Benfica à 2 min 09 s                  |
| 9e                                | Predictor-Lotto à 2 min 09 s          |
| 10e                               | La Mss à 2 min 46 s                   |
| 11e                               | T-Mobile Team à 2 min 49 s            |
| 12e                               | Française des jeux à 4 min 06 s       |
| 13e                               | Madeinox-Bric-Loule à 4 min 51 s      |
| 14e                               | Team Wiesenhof Felt à 5 min 31 s      |
| 15e                               | Quick Step-Innergetic à 6 min 04 s    |
| 16e                               | Chocolade Jacques à 6 min 14 s        |
| 17e                               | Riberalves-Boavista à 6 min 55 s      |
| 18e                               | Rabobank à 7 min 12 s                 |
| 19e                               | Duja-Tavira à 10 min 00 s             |
| 20e                               | Barbot-Halcon à 11 min 55 s           |
| 21e                               | Unibet.com à 15 min 14 s              |
| 22e                               | Vitoria-Asc à 21 min 20 s             |
| 23e                               | Fercase/Rota Dos Moveis à 23 min 33 s |

## Liste des coureurs
| LA-MSS | Milram | Discovery Channel |  |
| - 1. João Cabreira Portugal - 2. Bruno Pires Portugal - 3. Pedro Cardoso Portugal - 4. Claudio Faria Portugal - 5. Edgar Anão Portugal - 6. Bruno Neves Portugal - 7. Xavier Tondo Espagne - 8. Angel Vazquez Iglesias Espagne                                                    | - 11. Alessandro Petacchi Italie - 12. Alessandro Cortinovis Italie - 13. Volodymyr Dyudya Ukraine - 14. Björn Schröder Allemagne - 15. Alberto Ongarato Italie - 16. Marcel Sieberg Allemagne - 17. Fabio Sacchi Italie - 18. Marco Velo Italie                                | - 21. Steve Cummings Royaume-Uni - 22. Stijn Devolder Belgique - 23. Vladimir Gusev Russie - 24. Egoi Martínez Espagne - 25. Sérgio Paulinho Portugal - 26. Yaroslav Popovych Ukraine - 27. Matthew White Australie - 28. Tomas Vaitkus Lituanie                                 |  |
| Predictor-Lotto | Astana | Quickstep-Innergetic |  |
| - 31. Preben Van Hecke Belgique - 32. Wim De Vocht Belgique - 33. Bert Roesems Belgique - 34. Roy Sentjens Belgique - 35. Tom Steels Belgique - 36. Jurgen Van den Broeck Belgique - 37. Greg Van Avermaet Belgique - 38. Wim Van Huffel Belgique                                 | - 41. Andreas Klöden Allemagne - 42. Antonio Colom Espagne - 43. Matthias Kessler Allemagne - 44. René Haselbacher Autriche - 45. Sergueï Ivanov Russie - 46. Benoît Joachim Luxembourg - 47. Guennadi Mikhailov Russie - 48. Grégory Rast Suisse                               | - 51. Addy Engels Pays-Bas - 52. Davide Viganò Italie - 53. Juan Manuel Gárate Espagne - 54. Hubert Schwab Suisse - 55. Gert Steegmans Belgique - 56. Peter Van Petegem Belgique - 57. Wouter Weylandt Belgique - 58. Maarten Wynants Belgique                                   |  |
| T-Mobile | Française Des Jeux | Gerolsteiner |  |
| - 61. Bernhard Eisel Autriche - 62. Lorenzo Bernucci Italie - 63. Scott Davis Australie - 64. André Korff Allemagne - 65. Andreas Klier Allemagne - 66. Servais Knaven Pays-Bas - 67. Thomas Ziegler Allemagne - 68. Patrik Sinkewitz Allemagne                                   | - 71. Christophe Mengin France - 72. Carlos Da Cruz France - 73. Frédéric Guesdon France - 74. Arnaud Gérard France - 75. Christophe Detilloux Belgique - 76. Sébastien Chavanel France - 77. Philippe Gilbert Belgique - 78. Thierry Marichal Belgique                         | - 81. Davide Rebellin Italie - 82. Thomas Fothen Allemagne - 83. David Kopp Allemagne - 84. Andrea Moletta Italie - 85. Matthias Russ Allemagne - 86. Ronny Scholz Allemagne - 87. Stefan Schumacher Allemagne - 88. Markus Zberg Suisse                                         |  |
| Unibet.com | Cofidis | Benfica |  |
| - 91. Marco Zanotti Italie - 92. Jeremy Hunt Royaume-Uni - 93. Jimmy Casper France - 94. Stijn Vandenbergh Belgique - 95. Markus Eichler Allemagne - 96. Arnaud Coyot France - 97. Erwin Thijs Belgique - 98. Niels Scheuneman Pays-Bas                                           | - 101. Kevin De Weert Belgique - 102. Michiel Elijzen Pays-Bas - 103. Mathieu Heijboer Pays-Bas - 104. Tyler Farrar États-Unis - 105. Geoffroy Lequatre France - 106. Sébastien Minard France - 107. Nick Nuyens Belgique - 108. Staf Scheirlinckx Belgique                     | - 111. José Azevedo Portugal - 112. Sérgio Ribeiro Portugal - 113. Javier Benítez Espagne - 114. Mikel Pradera Espagne - 115. Pedro Miguel Lopes Goncalves Portugal - 116. Renato Silva Portugal - 117. Rui Costa Portugal - 118. Bruno Miguel Castanheira Gomes Portugal        |  |
| Chocolade Jacques-Topsport Vlaanderen | Wiesenhof-Felt | Barloworld |  |
| - 121. Niko Eeckhout Belgique - 122. Steven Caethoven Belgique - 123. Glenn D'Hollander Belgique - 124. Evert Verbist Belgique - 125. Johan Coenen Belgique - 126. Dimitri De Fauw Belgique - 127. Iljo Keisse Belgique - 128. Tom Stubbe Belgique                                | - 131. Steffen Wesemann Suisse - 132. Olaf Pollack Allemagne - 133. Steffen Radochla Allemagne - 134. Jörg Ludewig Allemagne - 135. Daniel Musiol Allemagne - 136. Stefan van Dijk Pays-Bas - 137. Torsten Schmidt Allemagne - 138. Bastiaan Giling Pays-Bas                    | - 141. Hugo Sabido Portugal - 142. Alexander Efimkin Russie - 143. Fabrizio Guidi Italie - 144. Pedro Arreitunandia Quintero Espagne - 145. Ryan Cox Afrique du Sud - 146. Giosuè Bonomi Italie - 147. Robert Hunter Afrique du Sud - 148. Enrico Degano Italie                  |  |
| Liberty Seguros | Duja-Tavira | Madeinox-Bric-Loulé |  |
| - 151. Nuno Ribeiro Portugal - 152. César Antunes Quiterio Portugal - 153. Luis Pinheiro Portugal - 154. Rui Miguel Sousa Barbosa Portugal - 155. Pablo Urtasun Espagne - 156. Carlos Nozal Vega Espagne - 157. Héctor Guerra Espagne - 158. Hernâni Brôco Portugal               | - 161. Nelson Vitorino Portugal - 162. Krassimir Vasilev Bulgarie - 163. Martin Garrido Mayorga Argentine - 164. Ricardo Mestre Portugal - 165. Luis Silva Portugal - 166. Daniel Petrov Bulgarie - 167. Samuel Caldeira Portugal - 168. David Blanco Espagne                   | - 171. Nuno Marta Duarte Portugal - 172. Alejandro M. Marques Espagne - 173. André Vital Portugal - 174. José Vaz Portugal - 175. Heldér Oliveira Portugal - 176. Fernando Sousa Portugal - 177. Gilberto Martins Portugal - 178. Sergio Sousa Portugal                          |  |
| Paredes Rota dos Móveis | Barbot-Halcon | Riberalves-Boavista |  |
| - 181. Pedro Barnabe Portugal - 182. Bruno Barbosa Portugal - 183. André Cardoso Portugal - 184. Marcio Correia Portugal - 185. Alexis Rodríguez Espagne - 186. Ricardo Martins Portugal - 187. Virgilo Neves Portugal - 188. Bruno Sa Portugal                                   | - 191. Celestino Pinho Portugal - 192. Rui Filipe Pinto Portugal - 193. Claus Michael Møller Danemark - 194. Pedro Soeiro Portugal - 195. Francisco Jose Pacheco Torres Espagne - 196. Rui Sá Portugal - 197. Jorge Alberto Brito Ferraz Portugal - 198. Ricardo Horta Portugal | - 201. Tiago Machado Portugal - 202. Manuel António Cardoso Portugal - 203. Célio Sousa Portugal - 204. Jacek Morajko Pologne - 205. Nelson Hugo Rocha Portugal - 206. Hugo Manuel Vitor Izidoro Portugal - 207. Stefan Kushlev Bulgarie - 208. Virgilio Martins Santos Portugal |  |
| Vitória-ASC | Rabobank Continental | Murphy & Gunn-Newlyn-Donnelly-Sean Kelly |  |
| - 211. Paulo Barroso Portugal - 212. Pedro Costa Portugal - 213. José Carlos Silva Rodrigues Portugal - 214. Micael Isidoro Portugal - 215. Gilberto Sampaio Portugal - 216. José Miguel Martins Portugal - 217. José Manuel De Sousa Cunha Portugal - 218. Ng Yong Li Modèle:Mas | - 221. Lars Boom Pays-Bas - 222. Jos van Emden Pays-Bas - 223. Tom Leezer Pays-Bas - 224. Martijn Maaskant Pays-Bas - 225. Rob Ruijgh Pays-Bas - 226. Evgeny Popov Russie - 227. Thomas Berkhout Pays-Bas - 228. Arjen De Baat Pays-Bas                                         | - 231. Paídi O'Brien Irlande - 232. Mark Cassidy (en) Irlande - 233. Christophe Beddegenoots Belgique - 234. Devi Vervaeke Belgique - 235. Simon Kelly Irlande - 236. Stephen Gallagher Irlande - 237. Glenn Bak Danemark - 238. Tim Meeusen Belgique                            |  |